# Imbrasia regalis
Imbrasia regalis är en fjärilsart som beskrevs av Hans Rebel 1906. Imbrasia regalis ingår i släktet Imbrasia och familjen påfågelsspinnare. Inga underarter finns listade i Catalogue of Life.